# Inklings (Musiker)
Kier Kemp (* 28. August 1989), bekannt als Inklings, ist ein englischer Musiker aus Beccles, Suffolk.

## Leben
Kemp ist Mitbegründer der Band „Remember When“, die sich 2007 gegründet hat. Später änderten sie ihren Namen zu Fearless Vampire Killers. Dort war er bis zu seinem Ausstieg und deren endgültiger Trennung im Jahr 2016 einer der beiden Leadsänger.
Er wurde im Jahr 2012 vom Kerrang! Magazine als einer der “50 Greatest Rockstars in the World Today” ausgezeichnet.
Im April 2013 trat er bei den Channel Four News auf um über sogenannte Hate Crimes zu sprechen.
Im Juli 2016 gründete er die Band „Inklings“ mit Michael Lane. Dieser verließ die Band relativ schnell wieder und arbeitet seitdem nur noch im Hintergrund der Band.

## Diskografie
- 2016: Let It Out
- 2017: Thanks For The Insight
- 2017: In Case It Works
- 2018: Single Life
- 2018: Deep Down